# Parmalee

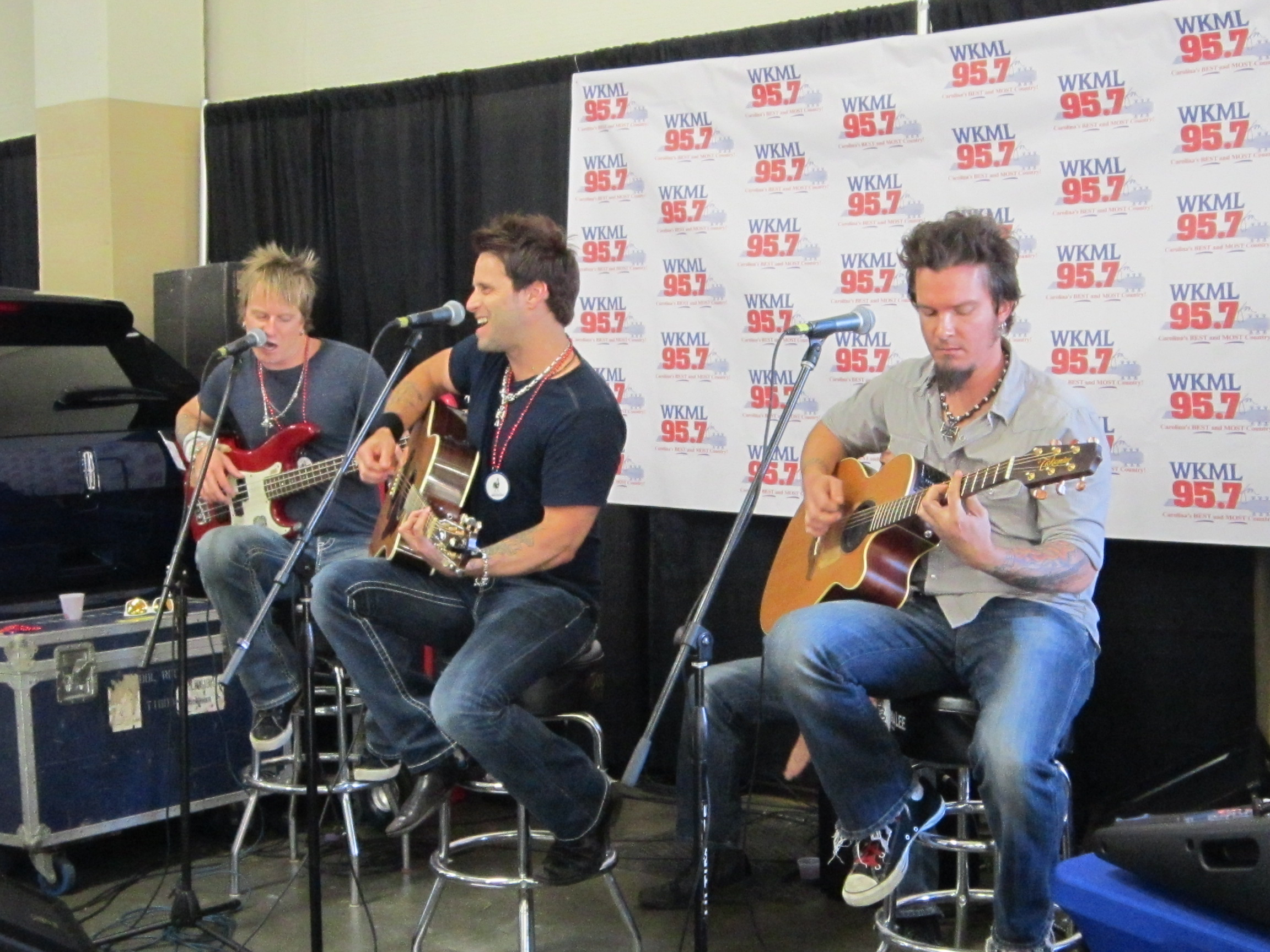
Parmalee 2012 im Radiostudio von WKML

Parmalee ist eine US-amerikanische Countryrockband aus North Carolina. Gegründet wurde sie 2001 aus einer Vorläuferband im kleinen Ort Parmele. 2013 schafften sie ihren Durchbruch mit dem Song Carolina und dem zugehörigen Album Feels Like Carolina. Danach waren sie insbesondere noch einmal ab 2019 mit weiteren Radiohits erfolgreich.

## Bandgeschichte
Die Brüder Matt und Scott Thomas waren schon in ihrer Jugend zusammen mit ihrem Vater als Jerry Thomas & the Thomas Brothers Band rund um Greenville in North Carolina musikalisch aktiv. Auch Barry Knox war als Bassist dabei. Nach dem Rückzug des Vaters machten sie als Thomas Brothers Band weiter. 2001 kam ein alter Bekannter, Gitarrist und Keyboarder Josh McSwain, von einer anderen Band hinzu und zu viert machten sie unter dem Namen Parmalee, benannt nach dem Heimatdorf Parmele, weiter. Ihre Musik ist eine Mischung aus Country, Bluegrass und Southern Rock. Neben den Auftritten machten sie auch regelmäßig Veröffentlichungen, 2002 die EP Daylight, weitere Alben und EPs, aber es dauerte ein ganzes Jahrzehnt, bis sie den Durchbruch schafften.
Mit dem Wechsel zum Label Stoney Creek kam Anfang der 2010er Jahre der Erfolg. Die Single Musta Had a Good Time war 2012 ein erster Achtungserfolg im Country-Radio. Dann kam im Jahr darauf der Song Carolina, der ein richtiger Radiohit wurde und Platz 1 der Country-Airplay-Charts erreichte. Er schaffte es sogar in die Top 40 der offiziellen Singlecharts. Von dem Erfolg profitierte auch das erste Labelalbum Feels Like Carolina, das auf Platz 46 der Albumcharts und Platz 10 unter den Countryalben kam.
Bis zum nächsten Album 27861 – benannt nach der Postleitzahl von Parmele – vergingen dreieinhalb Jahre. Zwar erreichte es ordentliche Einstiegsplatzierungen, es konnte die Erwartungen aber nicht erfüllen. Insbesondere enthielt es keinen radiotauglichen Hit. Bis zum dritten Labelalbum ließen sie sich danach noch mehr Zeit. Davor nahmen sie mit Blanco Brown den Song Just the Way auf. Er wurde 2019 ihr zweiter Tophit bei den Country-Radiostationen und übertraf den Erfolg von Carolina mit Doppelplatin für Verkäufe bzw. Streamingabrufe. Als das Album For You im Sommer 2021 erschien, hatte das aber wenig Wirkung und es blieb in den unteren Rängen der Countrycharts. Immerhin enthielt es mit Take My Name einen weiteren Radiohit, der ihnen noch einmal Platin und mit Platz 22 in den offiziellen Hot 100 ihre beste Singleplatzierung brachte. Mit Girl Is Mine folgte ein weiterer und Gonna Love You im Jahr 2023 wurde ihr vierter Country-Airplay-Nummer-1-Hit. Statt auf einem neuen Album wurden sie auf einer erweiterten Version von For You veröffentlicht, was dem Album aber keinen neuen Schub brachte.
Das vierte Stoney-Creek-Album – insgesamt das sechste Album der Band – mit dem Titel Fell in Love with a Cowgirl erschien Anfang April 2025.

## Mitglieder
- Matt Thomas, Sänger, Gitarrist
- Josh McSwain, Gitarrist, Keyboarder
- Barry Knox, Bassist
- Scott Thomas, Schlagzeuger

## Diskografie

### Alben
| Jahr | Titel               | Höchstplatzierung, Gesamtwochen, AuszeichnungChartplatzierungen (Jahr, Titel, Platzierungen, Wochen, Auszeichnungen, Anmerkungen) | Höchstplatzierung, Gesamtwochen, AuszeichnungChartplatzierungen (Jahr, Titel, Platzierungen, Wochen, Auszeichnungen, Anmerkungen) | Anmerkungen                             |
| Jahr | Titel               | US | Country | Anmerkungen                             |
| ---- | ------------------- | --- | --- | --------------------------------------- |
| 2013 | Feels Like Carolina | US46 (7 Wo.)US | Country10 (22 Wo.)Country | Erstveröffentlichung: 10. Dezember 2013 |
| 2017 | 27861               | US146 (1 Wo.)US | Country22 (1 Wo.)Country | Erstveröffentlichung: 5. September 2017 |
| 2021 | For You             | — | Country24 (11 Wo.)Country | Erstveröffentlichung: 30. Juli 2021     |

Weitere Alben
- Daylight (EP, 2002)
- Inside (2004)
- Mildew of Barbecue? (2006)
- Complicated (EP, 2008)
- Fell in Love with a Cowgirl (2025)

### Singles
| Jahr | Titel Album                                  | Höchstplatzierung, Gesamtwochen, AuszeichnungChartplatzierungen (Jahr, Titel, Album, Platzierungen, Wochen, Auszeichnungen, Anmerkungen) | Höchstplatzierung, Gesamtwochen, AuszeichnungChartplatzierungen (Jahr, Titel, Album, Platzierungen, Wochen, Auszeichnungen, Anmerkungen) | Anmerkungen                                          |
| Jahr | Titel Album                                  | US | Country | Anmerkungen                                          |
| ---- | -------------------------------------------- | --- | --- | ---------------------------------------------------- |
| 2012 | Musta Had a Good Time Feels Like Carolina    | — | Country42 (13 Wo.)Country |                                                      |
| 2013 | Carolina Feels Like Carolina                 | US36 Platin · (19 Wo.)US | Country2 (38 Wo.)Country |                                                      |
| 2014 | Close Your Eyes Feels Like Carolina          | US69 (16 Wo.)US | Country11 (37 Wo.)Country |                                                      |
| 2015 | Already Callin’ You Mine Feels Like Carolina | US91 (3 Wo.)US | Country16 (36 Wo.)Country |                                                      |
| 2016 | Roots 27861                                  | — | Country45 (8 Wo.)Country |                                                      |
| 2020 | Just the Way For You                         | US31 ×2Doppelplatin · (20 Wo.)US | Country3 (58 Wo.)Country | Erstveröffentlichung: 2. April 2021 mit Blanco Brown |
| 2021 | Take My Name For You                         | US22 Platin · (20 Wo.)US | Country2 (37 Wo.)Country |                                                      |
| 2023 | Girl in Mine For You 2                       | US81 Gold · (9 Wo.)US | Country19 (25 Wo.)Country | Erstveröffentlichung: 12. August 2022                |
| 2023 | Gonna Love You For You 2                     | — | Country20 (16 Wo.)Country |                                                      |

Weitere Lieder
- Sunday Morning (2017)
- Hotdamalama (2018)
- Cowgirl (2025)

## Auszeichnungen für Musikverkäufe
| Platin-Schallplatte - Kanada - 2023: für die Single Take My Name | 3× Platin-Schallplatte - Kanada - 2023: für die Single Just the Way |

Anmerkung: Auszeichnungen in Ländern aus den Charttabellen bzw. Chartboxen sind in ebendiesen zu finden.
| Land/RegionAuszeichnungen für Musikverkäufe (Land/Region, Auszeichnungen, Verkäufe, Quellen) | Gold  | Platin     | Verkäufe  | Quellen         |
| -------------------------------------------------------------------------------------------- | ----- | ---------- | --------- | --------------- |
| Kanada (MC)                                                                                  | —     | 4× Platin4 | 320.000   | musiccanada.com |
| Vereinigte Staaten (RIAA)                                                                    | Gold1 | 4× Platin4 | 4.500.000 | riaa.com        |
| Insgesamt                                                                                    | Gold1 | 8× Platin8 |           |                 |